# Wimpel
Ein Wimpel ist eine kleine Fahne, meist in dreieckiger Form. Er besitzt normalerweise keine hoheitlichen Symbole. Als fest verbundener Bestandteil eines Banners heißt er Schwenkel.

## Militärische Verwendung

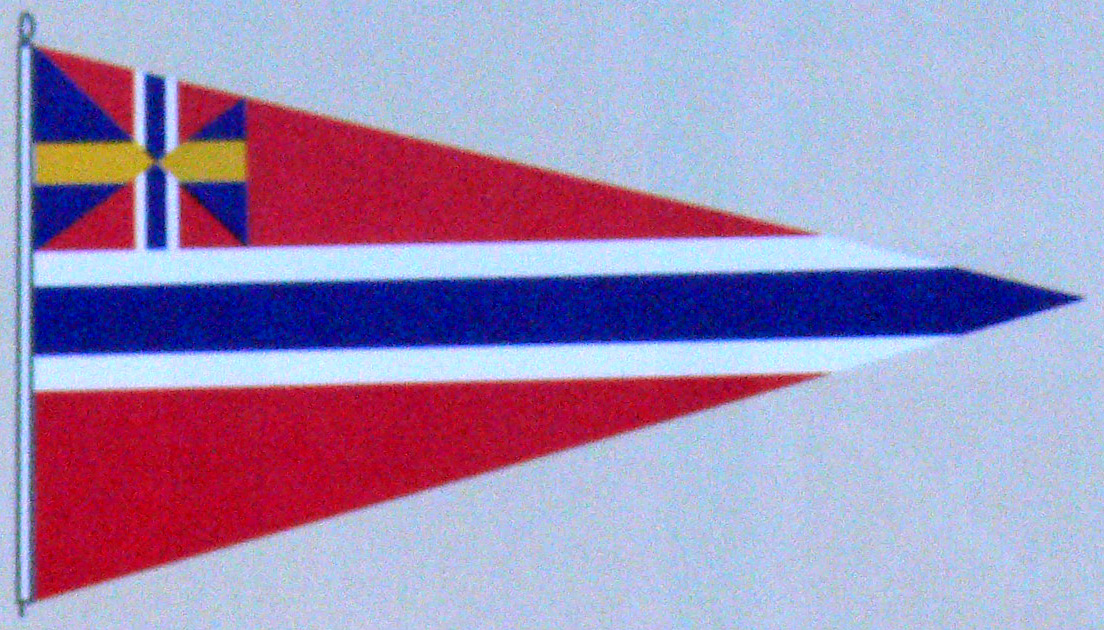
Kommandeurswimpel der norwegischen Marine (1858)

In den Marinen der Welt finden Wimpel einerseits als Bestandteil des Erweiterten (NATO-)Signalalphabets, andererseits als Bestandteil der Kommandozeichen Verwendung.
- Wimpel im NATO-Signalalphabet: Zum einen als Zahlenwimpel, die sog. Pennants, sowie als Ersatzflagge zur Wiederholung einer bereits verwendeten Flagge innerhalb eines Heißes, die sog. Substitutes.
- Wimpel als Kommandozeichen: In der deutschen Marine ist jeder Offizier, der mit der selbstständigen Führung eines Kriegsschiffes betraut ist, zur Führung des Kommandowimpels berechtigt. Dieser ist etwa 10 cm breit und etwa 4 m lang, aus weißem Stoff gefertigt und an der Stockseite mit einem schwarzen Eisernen Kreuz bedruckt. Eine Sonderform dieses Kommandowimpels ist der Heimatwimpel, der von jedem Kriegsschiff gesetzt werden darf, das mindestens ein Jahr ununterbrochen in See gestanden oder die Welt umrundet hat. Die Ausmaße dieses Wimpels variieren, er ist in der Regel etwa 30 cm breit und so lang, dass er vom Großtopp des Schiffs auswehend, bis in das Kielwasser reicht (also mindestens 50 m beispielsweise bei einer Fregatte), und gleich gestaltet wie der reguläre Kommandowimpel.

## Zivile Verwendung

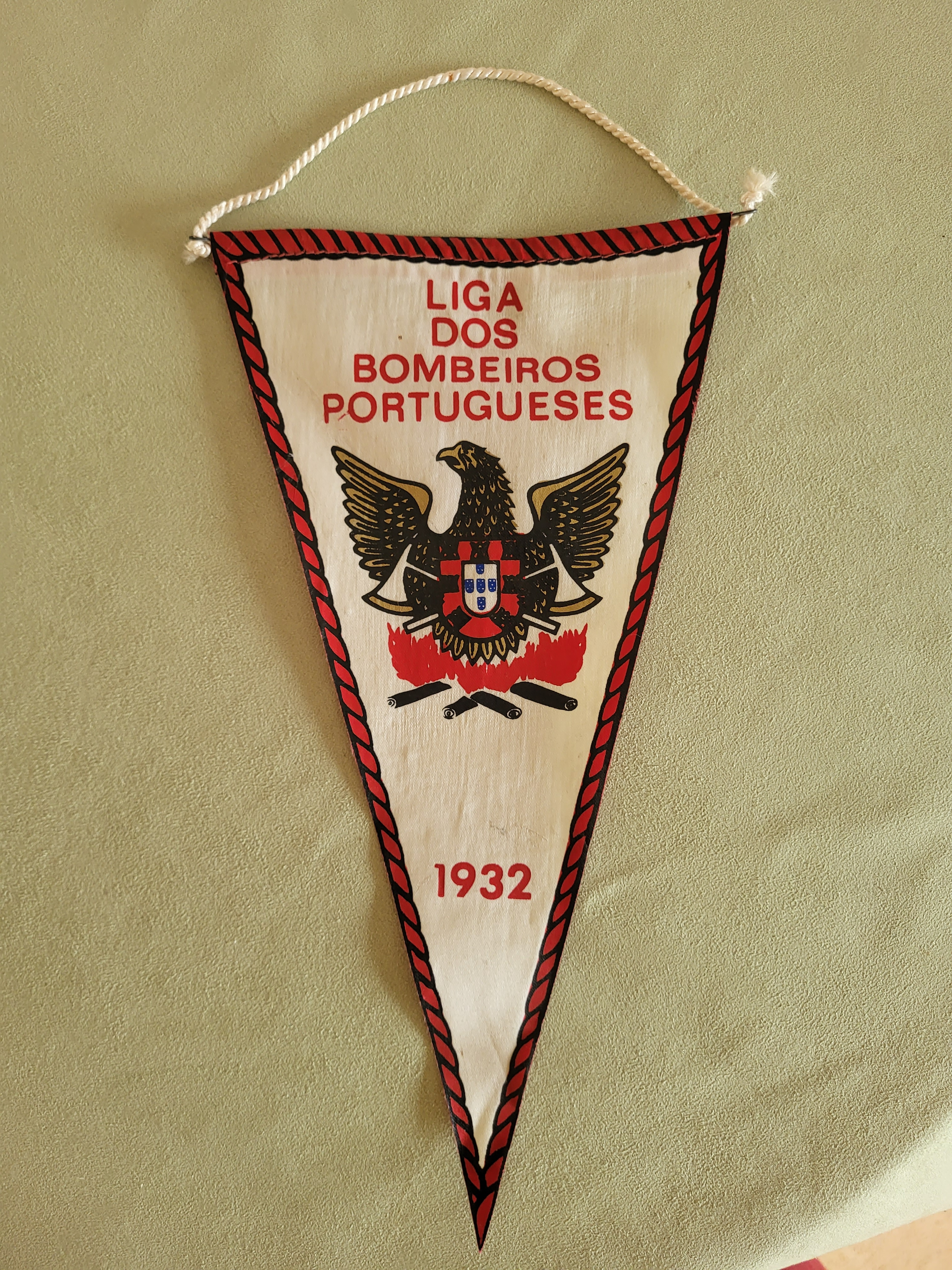
Wimpel des portugiesischen Feuerwehrverbandes, Juli 1985

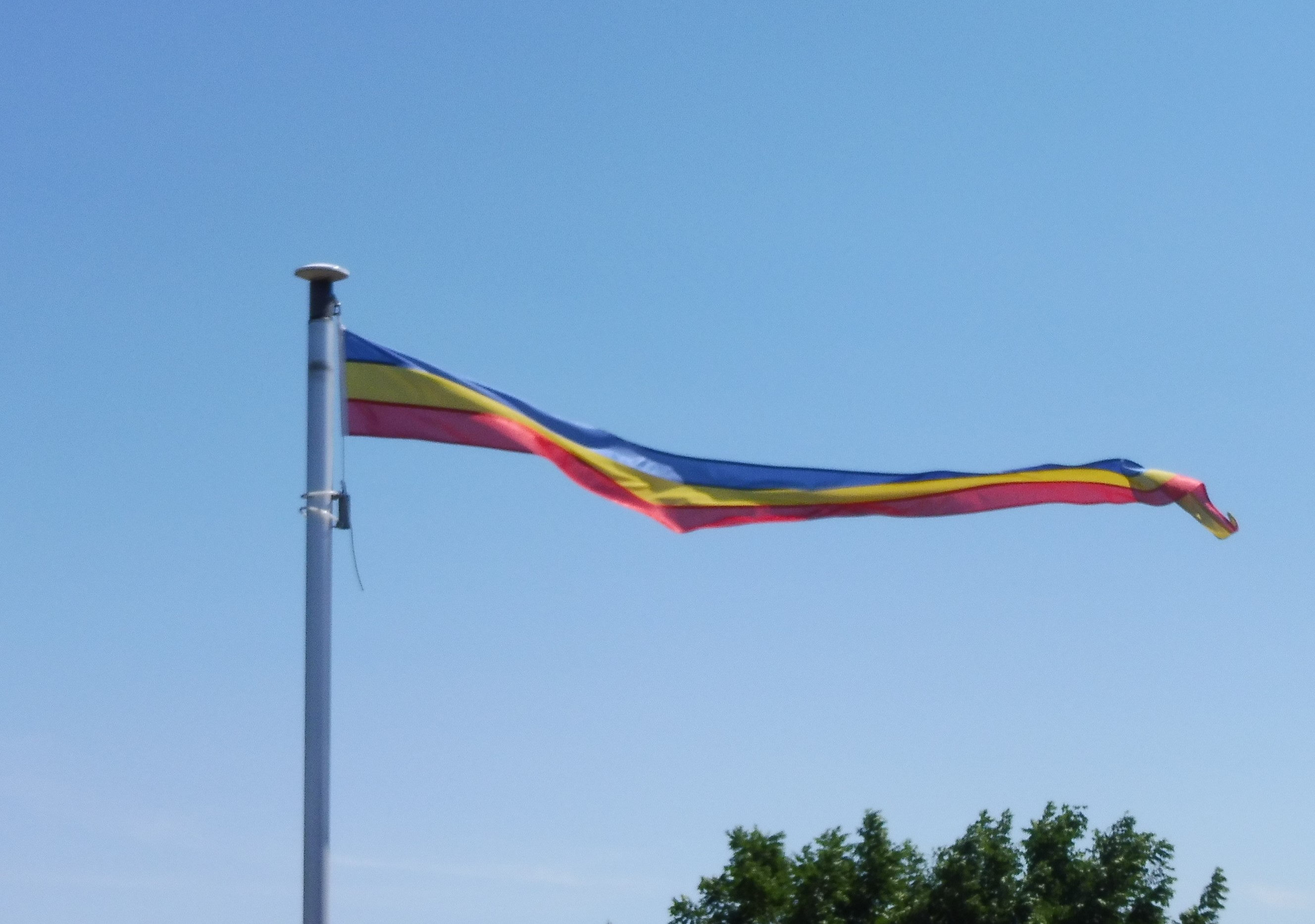
Mecklenburgischer Langwimpel

- In Jugendgruppen, zum Beispiel Pfadfindersippen, wird er noch heute als identitätsstiftender Gegenstand angesehen. Häufig ist ein Jugendgruppenwimpel mit einer Tierzeichnung versehen, welche den Tier-Gruppennamen darstellt. Ein Wimpel kann an einem zweiteiligen Wimpelspeer befestigt sein.
- Jugendfeuerwehren in Deutschland führen häufig einen Wimpel mit kommunalen Wappen nach reglementierter Gestaltung.[1]
- Zu Beginn eines offiziellen Mannschaftsspiels tauschen die Spielführer beider Mannschaften den Vereinswimpel als Zeichen der Verbundenheit und der Freundschaft miteinander aus. Der Vereinswimpel steht oft auch bei Generalversammlungen und anderen Sitzungen der Vereinsgremien als kleine Standarte auf dem Tisch des Vorsitzenden.
- An Fahrrädern werden manchmal Fahrradsicherheitswimpel angebracht, die durch ihre Höhe über Pkw-Dächern die Sichtbarkeit des Radfahrers verbessern. Die Deutsche Verkehrswacht verleiht Kindern, die die Fahrradprüfung oder den Schülerlotsenlehrgang sehr erfolgreich absolviert haben, einen grünen Fahrradsicherheitswimpel.
- Häufig dienen Wimpel auch als Souvenir, beispielsweise von Vereinen, Wallfahrtsorten, Fremdenverkehrsorten oder Tourismusattraktionen.

## Material
Das Material ist meist Stoff oder ähnliches Gewebe oder Leder. Häufig ist der Wimpel bedruckt oder auch aufwändig bestickt.

## Schwenkel
Diese Form, ein mit der Fahne fest verbundener Fortsatz an deren oberem Ende, fand sich insbesondere bei den Reiterfahnen des Mittelalters, etwa der Reichssturmfahne.

Darstellung in Wappen
Wappen von Mörnsheim
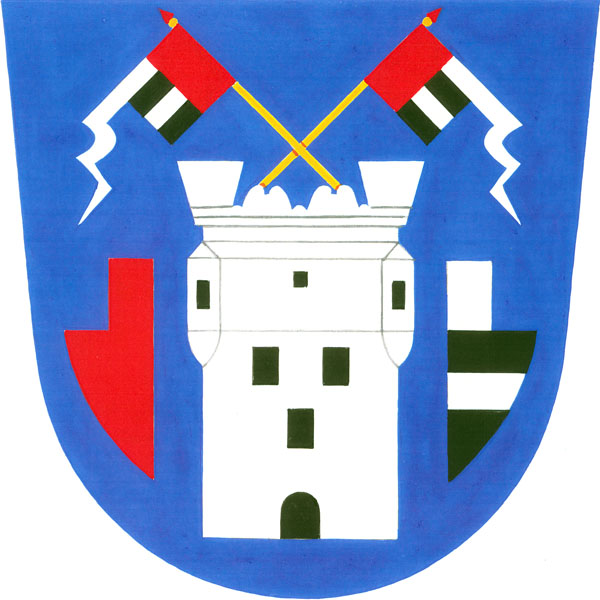
Wappen von Nesovice
Wappen Württembergs (mit der Reichssturmfahne)